# Nanoarchaeota
Embranchement
Classification phylogénétique
- Règne : Archaea
  - Phylum : Crenarchaeota
    - Classe : Thermoprotei

  - Phylum : Euryarchaeota
    - Classe : Archaeoglobi
    - Classe : Halobacteria
    - Classe : Methanobacteria
    - Classe : Methanococci
    - Classe : Methanomicrobia
    - Classe : Methanopyri
    - Classe : Nanohaloarchaea
    - Classe : Thermoplasmata
    - Classe : Thermococci
    - Incertae sedis : ARMAN

  - Phylum : Korarchaeota
    - Genre : Ca. Korarchaeum

  - Phylum : Nanoarchaeota
    - Genre : Nanoarchaeum

  - Phylum : Thaumarchaeota
    - Ordre : Cenarchaeales
    - Ordre : Nitrosopumilales
    - Ordre : Nitrososphaerales

Les Nanoarchaeota, ou nanoarchées sont un embranchement d'archées. La première espèce étudiée Nanoarchaeum equitans avec un diamètre de l'ordre de 400 nm compte parmi les plus petites formes de vie connues.
Son statut de membre unique d'un embranchement à part entière est cependant débattu, car il pourrait en fait s'agir d'une espèce très spécialisée issue de l'ordre des Thermococcales, au sein de l'embranchement des Euryarchaeota,,

## Classification
Selon NCBI (23 juillet 2019) :
- Nanoarchaeales
  - famille Nanoarchaeaceae Huber & al. 2011
    - Nanoarchaeum

  - famille Nanopusillaceae Huber & al. 2011
    - Nanobsidianus
    - Nanopusillus
- ordre indéterminée
  - Nanoclepta